# Phytomyza kurilensis
Phytomyza kurilensis är en tvåvingeart som beskrevs av Hiroaki Iwasaki 2000. Phytomyza kurilensis ingår i släktet Phytomyza och familjen minerarflugor. Inga underarter finns listade i Catalogue of Life.